# Esţalak
Esţalak (persiska: اسطلک) är en ort i Iran.   Den ligger i provinsen Gilan, i den norra delen av landet, 230 km nordväst om huvudstaden Teheran. Antalet invånare är 595.
Terrängen runt Esţalak är mycket platt. Runt Esţalak är det tätbefolkat, med 659 invånare per kvadratkilometer. Närmaste större samhälle är Khoshk-e Bījār, 7,1 km väster om Esţalak. Trakten runt Esţalak består till största delen av jordbruksmark.